# 빌헬름 리프크네히트
빌헬름 마르틴 필립 크리스티안 루트비히 리프크네히트 (Wilhelm Martin Philipp Christian Ludwig Liebknecht, 1826년 3월 29일 ~ 1900년 8월 7일)는 독일의 사회주의 활동가이자 정치인이었다. 그는 독일 사회민주당 (SPD)의 주요 창립자 중 한 명이었다. 그는 카를 리프크네히트와 테오도어 리프크네히트라는 두 사회주의자의 아버지였다.
리프크네히트는 1848년 독일 혁명에 참여했고, 혁명이 실패한 후 망명 생활을 하던 중 카를 마르크스와 프리드리히 엥겔스를 만났다. 1862년에 독일로 돌아와 베를린에서 페르디난트 라살과 함께 일했으나, 라살의 전독일노동자협회 (ADAV)와의 의견 불일치로 인해 작센주로 이주하게 되었다. 1866년에 그는 아우구스트 페르디난트 베벨과 함께 작센 인민당을 창당했고, 1869년에는 두 사람이 함께 사회민주노동당 (SDAP)을 창당했다. 1875년에 리프크네히트는 SDAP와 ADAV를 통합하여 나중에 SPD가 되는 당을 결성하는 데 기여했으며, 창립 고타 강령을 초안하는 데 큰 책임이 있었다. 리프크네히트는 또한 1874년부터 국가의회 의원이었고, 1889년부터 제2인터내셔널의 중요한 회원이었다.

## 전기

### 초기 생애
빌헬름 리프크네히트는 1826년 기센에서 카타리나 엘리자베트 헨리에타 (결혼 전 성은 히르슈)와 헤센 공무원 루트비히 크리스티안 리프크네히트의 아들로 태어났다. 리프크네히트는 1832년 부모가 사망한 후 친척들과 함께 자랐다. 1832년부터 1842년까지 그는 기센의 김나지움에서 학교를 다녔고, 그 후 기센, 베를린, 마르부르크에서 문헌학, 신학, 철학을 공부하기 시작했다. 그의 외증조부이자 개신교 목사이자 민주주의 운동가였던 프리드리히 루트비히 바이디히의 삶은 어린 리프크네히트의 사회적, 정치적 태도에 비교적 일찍부터 영향을 미쳤다. 그는 생시몽의 저작들을 연구했는데, 이를 통해 공산주의에 대한 첫 관심을 가졌고, 기센이 중심지였던 극단적인 공화주의 이론에 전향되었다. 학생 급진주의에 참여한 결과 당국과 몇 차례 마찰을 겪은 후, 리프크네히트는 미국으로 이민을 가기로 결정했다.
항구 도시로 가는 기차 안에서 우연히 스위스 취리히에 있는 진보적인 학교의 교장 선생님을 만났고, 리프크네히트는 충동적으로 그 학교의 무급 교사가 되겠다는 제안을 받아들였다. 그리하여 그는 1847년 내전이 시작될 무렵 스위스에 머물게 되었다. 그는 독일 신문인 '만하임 아벤트차이퉁'에 이 사건들을 보도하면서 다음 50년 동안 이어질 저널리즘 경력을 시작했다.

### 1848년 혁명
1848년 2월 파리에서 프랑스 2월 혁명이 발발하자 리프크네히트는 서둘러 현장으로 달려갔다. 그는 파리에서 큰 역할을 하기에는 너무 늦게 도착했지만, 독일에 혁명을 선동하기 위해 독일로 향하는 군단에 합류했다. 그 형편없이 계획된 원정 동안 그는 바덴에서 체포되어 반역죄로 기소되었다. 재판 전날 밤, 혁명이 다시 발발했고, 폭도들이 그의 석방을 확보했다. 그는 그 후 바덴 민병대의 일원이 되었고 구스타프 폰 슈트루베의 부관이 되어 불운한 Reichverfassungskämpfe ("연방 헌법 전쟁")에서 싸웠다. 혁명가들의 패배 후, 그는 스위스로 탈출하여 제네바 노동자 협회 (Genfer Arbeiterverein)의 주요 회원이 되었고, 그곳에서 프리드리히 엥겔스를 만났다.

### 망명 시절
1850년, 리프크네히트는 스위스의 독일인 노동자 협회들을 통합하려는 시도로 체포되어 국외 추방되었다. 선택의 여지가 거의 없었던 그는 최근 실패한 혁명의 많은 참전 용사들처럼 망명지를 런던으로 옮겼고, 1850년부터 1862년까지 그곳에 머물렀다. 그곳에서 그는 공산주의자동맹의 회원이 되었다. 이 기간 동안 그는 카를 마르크스와 평생에 걸친 우정과 협력을 발전시켰다. 1862년, 1848년 혁명 참가자들에 대한 사면 이후, 그는 독일로 돌아와 페르디난트 라살의 전독일노동자협회 (Allgemeiner Deutscher Arbeiterverein, ADAV), 즉 독일 사회민주당 (SPD)의 전신에 가입했다.

### 독일로의 귀환
1864년부터 1865년까지 리프크네히트는 장 밥티스타 폰 슈바이처가 발행하는 잡지 '데어 소치알-데모크라트 (사회민주당원)'에서도 일했다. 그러나 그는 곧 이 신문의 프로이센과 새로운 총리 오토 폰 비스마르크에 대한 우호적인 입장에 동의하지 않게 되었다. 리프크네히트는 편집진을 그만두었고 슈바이처의 압력으로 ADAV를 떠날 수밖에 없었다. 정부 당국에 의해 베를린에서 추방당한 후, 리프크네히트는 라이프치히로 이주하여 아우구스트 페르디난트 베벨을 만났고, 그와 함께 1867년 작센 인민당 (작센 인민당)을 창당하고 1869년 아이제나흐에서 독일 사회민주노동당 (Sozialdemokratische Arbeiterpartei Deutschlands, SDAP)을 창당했다. 이 기간 동안 그는 국회에 선출되었고, 그곳에서 비스마르크의 정책에 대해 단호하지만 헛된 반대 운동을 벌였다. 리프크네히트는 또한 당 신문인 데어 폴크스슈타트 (인민 국가)의 편집자였다.
1870년에 프로이센-프랑스 전쟁이 시작되자 리프크네히트는 자신의 신문을 이용해 전쟁에 반대하는 선동을 벌이며, 국경 양쪽의 노동자들에게 단결하여 지배계급을 전복할 것을 촉구했다. 그 결과, 그와 베벨은 체포되어 반역죄로 기소되었다. 리프크네히트는 전쟁이 어느 쪽에서 시작되었든 상관없이 전쟁에 반대했다. 전쟁에 대한 혁명적 반대를 요구한 그의 주장은 제1차 세계 대전이 시작된 1914년 그의 당 (SPD)이 보인 행동과 직접적으로 모순된다. 당시 리프크네히트는 이미 사망했으며, 그의 후계자들은 전쟁에서 독일의 대의를 지지하기로 결정했다.

### 반역 재판
1872년, 리프크네히트와 베벨은 모두 유죄 판결을 받고 2년의 Festungshaft ('요새 감금') 형을 선고받았다. 이것은 리프크네히트의 정치가 유죄 판결과 투옥으로 이어진 16번 중 하나였다.

### 정치 복귀

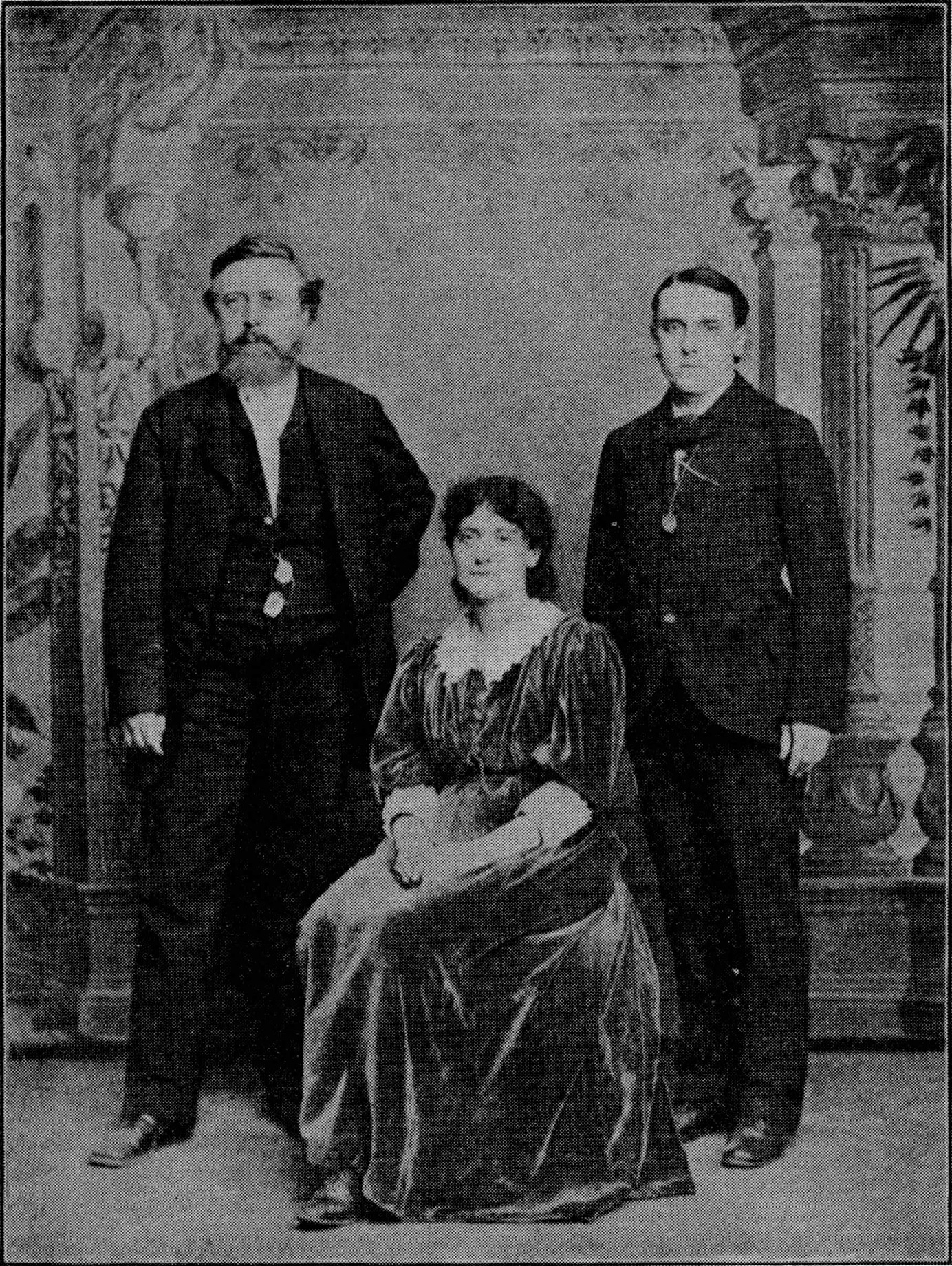
엘리너 마르크스와 에드워드 에이블링과 함께 있는 빌헬름 리프크네히트

1874년 국가의회에 재선된 후, 리프크네히트는 1875년 고타에서 SDAP와 라살의 ADAV를 Socialist Workers' Party of Germany (1875) (Sozialistische Arbeiterpartei Deutschlands, SAPD)으로 통합하는 데 핵심적인 역할을 했다. 그는 또한 새로 창간된 당 기관지 포어베르츠의 발행인이 되어 기사들을 통해 SAPD 프로그램에 마르크스주의 이론을 통합해야 한다고 주장했다.
1878년부터 1890년까지 독일 정부는 리프크네히트의 당을 불법화했지만, 법률 조항은 당이 선거에 참여하고 선출된 대표들이 국가의회에 참여하는 것을 허용했다. 리프크네히트는 국가의회 의원으로서 자신의 지위를 이용하여 정치 상황을 비판하고, 한편으로는 당 내에서 무정부주의로 향하는 경향을, 다른 한편으로는 비스마르크와의 타협을 반대했다. 급진적이고 통일된 입장을 유지하면서 SAPD는 1890년에 불법화에서 벗어나 독일 사회민주당 (Sozialdemokratische Partei Deutschlands, SPD)으로 재탄생했고, 국가의회 선거에서 20%의 득표율을 얻었다.

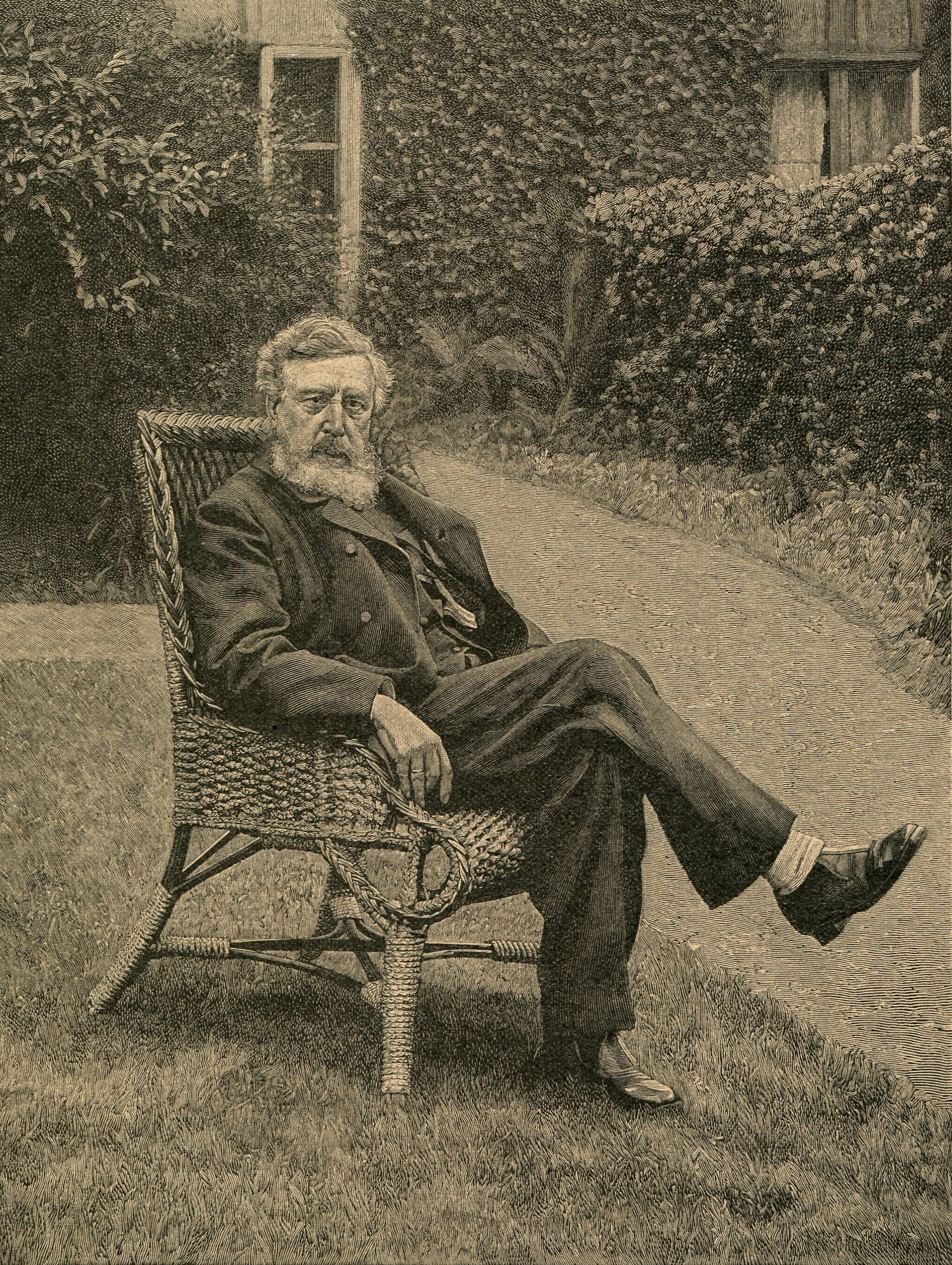
빌헬름 리프크네히트의 초상화, 1900년

1891년 리프크네히트는 포어베르츠의 편집장이 되었고, SPD의 새로운 마르크스주의적 당 강령의 창시자 중 한 명이 되었다. 그 10년 내내 그는 국가의회에서 계속 활동했으며, SPD의 정치 대회에 주요 참가자로 모습을 드러냈다. 고령에도 불구하고 그는 국제노동자협회의 후신인 제2인터내셔널의 주요 조직가이기도 했다.

### 사망과 유산

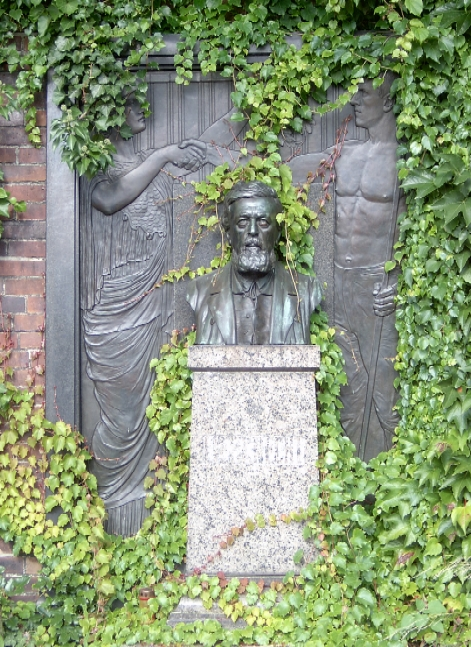
프리드리히스펠데 중앙 묘지에 있는 빌헬름 리프크네히트의 무덤

리프크네히트는 1900년 8월 7일 베를린의 교외인 샤를로텐부르크에서 74세의 나이로 사망했다. 그의 장례식에는 50,000명이 넘는 사람들이 참석했다. 그의 무덤은 현재 베를린의 프리드리히스펠데 중앙 묘지에 있는 사회주의자 기념비 (독일어: Gedenkstätte der Sozialisten)의 일부를 이루고 있다.

## 저서
- 로베르트 블룸과 그의 시대, 뉘른베르크, 1896 (독일어)
- 새로운 세계를 엿보다, 슈투트가르트, 1887
- 엠셔 전문 또는 전쟁이 어떻게 만들어지는가, 뉘른베르크, 1895
- 로버트 오언: 그의 생애와 사회정치적 활동, 뉘른베르크, 1892
- 토지 문제에 대하여, 라이프치히, 1876
- 카를 마르크스: 전기 회고록, 시카고, 1906

## 같이 보기
- 독일 사회민주당
- 국가자본주의

## 내용주
1. ↑  사회민주주의의 정치적 위치에 대하여.
2. ↑  Lane, A. T. (1995). 《Biographical dictionary of European labor leaders, Volume 1》. Greenwood Publishing Group. 573쪽. ISBN 0-313-26456-2.
3. 1 2 3   Chisholm, Hugh, 편집. (1911). 〈Liebknecht, Wilhelm〉. 《브리태니커 백과사전》 16 11판. 케임브리지 대학교 출판부. 592쪽.
4. ↑  Wilhelm Liebknecht (1901). 《Karl Marx: Biographical Memoirs ...》. C.H. Kerr.

## 더 읽어보기
- 레이몬드 H. 도미닉 3세, 빌헬름 리프크네히트와 독일 사회민주당의 창립. 채플 힐, 노스캐롤라이나: 노스캐롤라이나 대학교 출판부, 1982.
- 펠츠, 윌리엄 A. (편), 빌헬름 리프크네히트와 독일 사회민주주의: 문서 역사. 웨스트포트, 코네티컷: 그린우드 프레스, 1994.